# Перистоусая хохлатка
Перистоусая хохлатка (лат. Ptilophora plumigera) — бабочка из семейства хохлаток.
Размах крыльев составляет 33—44 мм. Бабочки активны ночью. Летают с октября по ноябрь в зависимости от местоположения. Гусеницы длиной до 30 мм, ярко-зелёного цвета с двумя тонкими белыми полосами на спине. Питаются листьями полевого (Acer campestre) и белого клёна (Acer pseudoplatanus). Куколка тёмно-коричневого цвета с чёрными пятнами.
Вид широко распространён в Европе на юг до Кавказа и на север до южной Скандинавии. Бабочки живут в разных местах обитания, таких как влажные лиственные леса, тёплые склоны, парки и сады. На юге Дальнего Востока встречаются другие виды того же рода.